# Ева-Марі Ліндаль
Ева-Марі Ліндаль (швед. EvaMarie Lindahl, нар. 1 грудня 1976) — шведська художниця, малює переважно олівцем.
Народилася у селищі Вікен (Швеція). Навчалася у Gotland School of Art, Funen Art Academy, Академії мистецтв Умео, отримала ступінь магістра у Художній академії Мальме у 2008 році. Живе у Мальме.
Окремі проекти:
- «The Human Exhibit» у Stene Projects and Gallery Arnstedt SE (2012),
- «On Stage» у Gallery Ping Pong SE (2011),
- «At The Zoo» у Stene Projects SE (2010).

Отримала дворічний ґрант від Swedish Arts Grants Committee. Час від часу веде курси в кількох університетах та художніх школах.
У 2014 разом з данською художницею Дітте Айлерсков створила інсталяцію «About: The Blank Pages», яка показала «пропущені» книжки про жінок-художниць у серії Basic Art. Серія видавництва Taschen містить 97 книжок з біографіями художників, з яких лише 5 про жінок. Інсталяція містить 97 книжок Taschen і 100 подібних «книжок» про жінок-художниць, що мають пусті сторінки й обкладинки, створені Айлерсков та Ліндаль. Серед художниць, згаданих в інсталяції, Артемізія Джентілескі, Елізабет Віже-Лебрен, Берта Морізо, Луїза Буржуа та Бріджет Райлі.